# Aethiopopactes somalicus
Aethiopopactes somalicus är en kräftdjursart som beskrevs av Stefano Taiti och Franco Ferrara 1985. Aethiopopactes somalicus ingår i släktet Aethiopopactes och familjen Eubelidae. Inga underarter finns listade i Catalogue of Life.